# Chiesa di Santa Caterina (San Marcello Pistoiese)
La chiesa di Santa Caterina è un luogo di culto cattolico di San Marcello Pistoiese.

## Storia
Ricco esempio di architettura settecentesca, faceva parte un complesso conventuale costituito da due nuclei, uno appartenente alle Terziarie Domenicane, fondato intorno al 1530, e uno delle terziarie francescane, fondato nel 1560.
La chiesa fu benedetta il 2 luglio 1684, giorno in cui si celebra Maria Santissima della Visitazione; il giorno seguente vi venne celebrata la prima messa. L'inaugurazione ufficiale avvenne nel 1709, alla presenza del vescovo Carlo Visdomini Cortigiani. Una lapide ricorda l'evento e l'istituzione, per volontà del vescovo, della festa del paese, che doveva coincidere con l'annuale ricorrenza dell'inaugurazione della chiesa. Dalla data della sua inaugurazione la chiesa non ha subito grandi trasformazioni, salvo un restauro avvenuto nel 1772, quando venne rifatta la volta della chiesa con la cantoria per l'organo e con lo spazio per il coro.
Il convento francescano cessò di esistere nel 1668 e fu annesso dalle domenicane. Con il Motuproprio del 21 marzo 1785 fu trasformato dal Granduca Pietro Leopoldo in Conservatorio femminile che doveva offrire la scuola gratuita alle ragazze povere del paese. Da notare che questi Conservatori, detti "leopoldini" sono in tutta la Toscana. Alcuni, con la legge n. 27 del 2006, sono stati trasformati in Fondazioni, quindi da enti pubblici sono passati ad enti privati.

## Descrizione
La facciata è molto sobria, a capanna, con semplice intonaco. In alto si trova un'elegante finestra con cornice sagomata di macigno. La porta è sormontata da un architrave dagli spioventi spezzati aggettanti all'interno dei quali c'è uno stemma con i simboli di San Domenico. Al di sotto una lapide in pietra serena ricorda il restauro del 1772.
L'interno presenta una pianta rettangolare a navata unica con volta di copertura a botte sostenuta da quattro serie di pilastri e terminante con un vano a falsa abside. L'altar maggiore, di dimensioni inconsuete, presenta una cornice architettonica di legno intarsiato e dorato, secondo il tardo barocco, vicino al gusto elegante del ‘700. Due colonne sostengono una trabeazione sormontata da un timpano spezzato, all'interno del quale c'è una tela dipinta con la raffigurazione dei Santi Pietro e Paolo. Decorazioni vegetali orlano l'architrave e tornano sul gradino dell'altare, sui pilastri laterali, nelle cornici e nel ciborio. Lo stemma della famiglia Cartoli suggerisce chi fosse la committenza.
Sulla parete di fondo ci sono in alto le grate della clausura, più in basso gli affacci che permettevano alle religiose di ricevere la comunione e di confessarsi. Sono presenti due altri altari laterali parietali per lato, con fastigio e ricca incorniciatura.
Sulla sinistra e sulla destra dell'altar maggiore, in alto, due pitture a secco, raffiguranti San Domenico e Santa Caterina, sono delimitate da decorazioni di tipo settecentesco, rimodellate in stucco che imita la pietra serena, con effetto a intaglio. Alla controfacciata è appoggiata una serliana a sostegno del coro, della cantoria e dell'organo.